# Deutsch-südafrikanische Beziehungen
Zwischen den Staaten Deutschland und Südafrika besteht ein enger wirtschaftlicher, kultureller und diplomatischer Austausch. Beide Länder sind gemeinsam Teil der G20, einem Kooperationsforum der 20 bedeutendsten Volkswirtschaften. Vom Auswärtigen Amt wird Südafrika als „Deutschlands wichtigster Partner in Afrika südlich der Sahara“ bezeichnet. Der Beginn der offiziellen diplomatischen Beziehungen geht auf das späte 19. Jahrhundert zurück.

## Geschichte
Vom 17. Jahrhundert an waren deutschsprachige Siedler an der europäischen Kolonisierung und Besiedelung der Südspitze Afrikas beteiligt. 1847 gründeten knapp 50 Familien unter Führung von Jonas Bergtheils in Natal die Kolonie Neudeutschland. Lutherische Siedler aus der Nähe von Hannover gründeten wenig später Wartburg, eine der frühesten von vielen deutschen Ortsgründungen. Im südlichen Afrika waren deutsche Missionare und Forscher aktiv. Emil Nagel und Karl Mauch bemühten sich um die Errichtung deutscher Kolonien.
Im Jahr 1914 trat die 1910 entstandene Südafrikanische Union im Namen des Britischen Weltreichs gegen das Deutsche Reich in den Ersten Weltkrieg ein. Dabei besetzte Südafrika die deutsche Kolonie Deutsch-Südwestafrika ab 1915 militärisch und trieb später deren Inkorporation voran, bis sie ihre Unabhängigkeit als Namibia im Jahr 1990 erlangte. Südafrika trat auf der Seite der Alliierten gegen NS-Deutschland und andere Achsenmächte in den Zweiten Weltkrieg ein. Viele Afrikaaner, darunter die Bewegung Ossewabrandwag (OB), waren dagegen und wollten die südafrikanische Neutralität während des Konflikts aufrechterhalten, wenn nicht sogar auf der Seite Deutschlands in den Krieg eintreten. Nationalistische Kreise um den Justizminister und späteren Verteidigungsminister (1933–1939) Oswald Pirow suchten aktiv den Kontakt zu NS-Deutschland. Der paramilitärische Arm des OB, die Stormjaers, sabotierte die Kriegsbemühungen der Unionsregierung, indem sie Stromleitungen und Eisenbahnlinien in die Luft sprengten und Telegrafen- und Telefonleitungen kappten. Die Unionsregierung ging hart gegen den OB und die Stormjaers vor und isolierte Tausende von ihnen für die Dauer des Krieges in Internierungslagern. Unter den Internierten befand sich auch der spätere Premierminister Balthazar Johannes Vorster.
Nach dem Ende des Zweiten Weltkriegs etablierte Südafrika am 5. Dezember 1949 eine diplomatische Mission in der Bundesrepublik Deutschland (BRD), erster Botschafter wurde William Henry Evered Poole. Zwei Jahre später wurde das Generalkonsulat der Bundesrepublik in Kapstadt zu einer Botschaft aufgewertet. Der Apartheidstaat Südafrika wurde zu einem engen wirtschaftlichen und diplomatischen Partner der Bundesrepublik, während gleichzeitig nie offizielle Beziehungen zur Deutschen Demokratischen Republik (DDR) existierten. Die Bundesrepublik lieferte Waffen an den Apartheidstaat, auch nach dem Beschluss eines UN-Embargos gegen diesen und kooperierte auch bei der Entwicklung von nuklearer Technologie. Bei der Niederschlagung des Schüleraufstands in Soweto 1976 kamen deutsche Waffen zum Einsatz. Auch der Bundesnachrichtendienst und das Bundesamt für Verfassungsschutz sollen das international geächtete Apartheidsregime unterstützt haben. Zu den deutschen Politikern mit engen Verbindungen zu Südafrika gehörte auch der langjährige deutsche Kabinettsminister und bayerische Ministerpräsident Franz Josef Strauß. Geschäftsführer der in Johannesburg ansässigen Deutsch-Südafrikanischen Kammer für Handel und Industrie (South African-German Chamber of Trade and Industry) war in den 1980er Jahren Gert Ernst Fischer.
Mit der deutschen Wiedervereinigung und dem Ende der Apartheid haben sich die Beziehungen zwischen den beiden Ländern weiter intensiviert. Die deutsch-südafrikanische Binationale Kommission wurde 1996 bei einem Staatsbesuch von Nelson Mandela etabliert und bildet einen Rahmen für die bilaterale Zusammenarbeit. Im Jahr 2010 besuchte der damalige deutsche Außenminister Guido Westerwelle Südafrika.

## Wirtschaft
Enge wirtschaftliche Kontakte wurden bereits in der unmittelbaren Nachkriegszeit etabliert. Daimler-Benz eröffnete 1954 seine erste Niederlassung in Südafrika. Nach dem Beschluss von Sanktionen gegen Südafrika wurden Tochterunternehmen wie Atlantis Diesel Engines gegründet, um diese zu umgehen. Als sich Mitte 1987 mehr als 100 US-Unternehmen aus Südafrika zurückzogen, weiteten westdeutsche Unternehmen ihren Handel und ihre Investitionen in Südafrika aus und konnten so ihre Marktstellung ausbauen. Bezeichnenderweise vertraten mehrere Bundesregierungen vor 1990 den Grundsatz, dass in Bezug auf die Freiheit des Handels Südafrika wie andere Staaten gleich behandelt werden müsse. Mit dem Instrument der Hermes-Bürgschaften wurden solche Wirtschaftsbeziehungen abgesichert. Nach dem Aufstand in Soweto stiegen diese staatlichen Exportgarantien von zuvor 0,6 Mrd. DM (1976) auf 3,8 Mrd. DM (1978) stark an. Zwischen 1961 und 1982 kam es zu Exportgeschäften, die einen Wert von etwa 14,8 Mrd. DM hatten und auf diese Weise abgesichert waren. Die Bundesregierung förderte zudem den Kapitalexport nach Südafrika, indem der Bundestag 1974 ein Doppelbesteuerungsabkommen mit Südafrika beschloss. Auf dessen Grundlage waren deutsche Investitionen für 10 Jahre rückwirkend von einer Steuerlast befreit, die diese Unternehmen in Südafrika während dieses Zeitraumes hätten zahlen müssen. Der wachsenden in- und ausländischen Kritik an dieser deutschen Kollaborationspolitik wurde seitens bundesdeutscher Stellen seit Mitte der 1970er Jahre eine beschwichtigend konstruierte Argumentation entgegengehalten, wonach ein südafrikanischer Wandel durch gemeinsamen Handel mit Deutschland bewirkt werden solle.
Südafrika ist der größte Handelspartner Deutschlands in Afrika. 2017 war Deutschland der zweitgrößte Handelspartner für Südafrika, hinter den Vereinigten Staaten und noch vor der Volksrepublik China. Das Handelsvolumen belief sich 2016 auf über 15 Milliarden Euro. Über 600 deutsche Unternehmen sind in Südafrika aktiv, darunter Bayer, BMW, Mercedes-Benz, SAP, Siemens, Thyssenkrupp und Volkswagen. Deutsche Unternehmen haben bereits während der Apartheid über 100.000 Arbeitsplätze im Land geschaffen und unterstützen ebenso viele indirekt.
2013 vereinbarten beide Länder eine Energiepartnerschaft, bei der Ausbau und gegenseitige Hilfe zur Entwicklung erneuerbarer Energien im Fokus steht. Seit 2016 besteht das Wirtschaftspartnerschaftsabkommen zwischen der EU und Südafrika.

## Militär
Große Kontinuität zwischen beiden Staaten weist die militärtechnische Zusammenarbeit auf. Diese Verknüpfungen wurden international wiederholt kritisiert. Der UN-Sicherheitsrat fasste am 4. November 1977 den einstimmigen Beschluss, wonach „die Lieferung von Waffen und dazugehörigem Material aller Art nach Südafrika“ zu verbieten sei. Die Bundesrepublik kam dadurch unter erheblichen politischen Druck, weil zu dieser Zeit intensive wirtschaftliche Beziehungen mit Südafrika bestanden. Wolff Geisler berichtete am 9. September 1979 vor dem UN-Sonderausschuss gegen Apartheid in New York über diese Beziehungen, wonach die Bundesrepublik „größter Lieferant, wichtigster Handelspartner und größter Kreditgeber für Pretoria“ sei. Damit wurde das seit 1963 existierende Rüstungsembargo gegen Südafrika durchbrochen. Zu dieser Zeit unterhielt Deutschland als einziger Staat der Welt ein Kulturabkommen mit Südafrika. Bei Anhörungen des UN-Rat für Namibia im Zeitraum vom 7. bis 11. Juli 1980 zum Uranabbau im damals von Südafrika administrierten Südwestafrika kamen Informationen zutage, „die auf über die nach Deutschland weisenden Verbindungen bei der Entwicklung der nuklearen Kapazität Südafrikas“ schließen ließen.
Ein weiteres Beispiel bildet das Unternehmen Rheinmetall, das in Südafrika vielfältig aktiv war und ist, zudem mit dem Konzern Denel eine langjährige Zusammenarbeit pflegt. Deutsche Rüstungskonzerne unterhalten über Jahrzehnte Tochterunternehmen in Südafrika und treten mit diesen auf Fachmessen auf.

## Kultur und Bildung
2000 trat ein Abkommen zur Zusammenarbeit im Bereich der Kultur in Kraft, welches 2005 um weitere Bereiche ergänzt wurde. Ableger der Goethe-Institute bestehen in Johannesburg und in Kapstadt. Das Institut in Johannesburg bildet das Regionalzentrum für ganz Subsahara-Afrika.
Der Deutsche Akademische Austauschdienst ist in Südafrika an sechs Universitäten vertreten.

## Migration
In Südafrika lebt eine große Zahl von Menschen deutscher Abstammung und deutsche Einwanderer hatten einen Einfluss auf das kulturelle Erbe Südafrikas. 2019 wurde die Zahl der in Deutschland lebenden Südafrikaner auf 6.000 Personen geschätzt.

### Menschen mit südafrikanische Wurzeln in Deutschland
- Howard Carpendale (* 1946), Schlagersänger
- Sean Dundee (* 1972), Fußballspieler

## Diplomatische Standorte
- Deutschland hat eine Botschaft in Pretoria und ein Generalkonsulat in Kapstadt.[20][21]
- Südafrika hat eine Botschaft in Berlin und ein Generalkonsulat in München.[22][23]

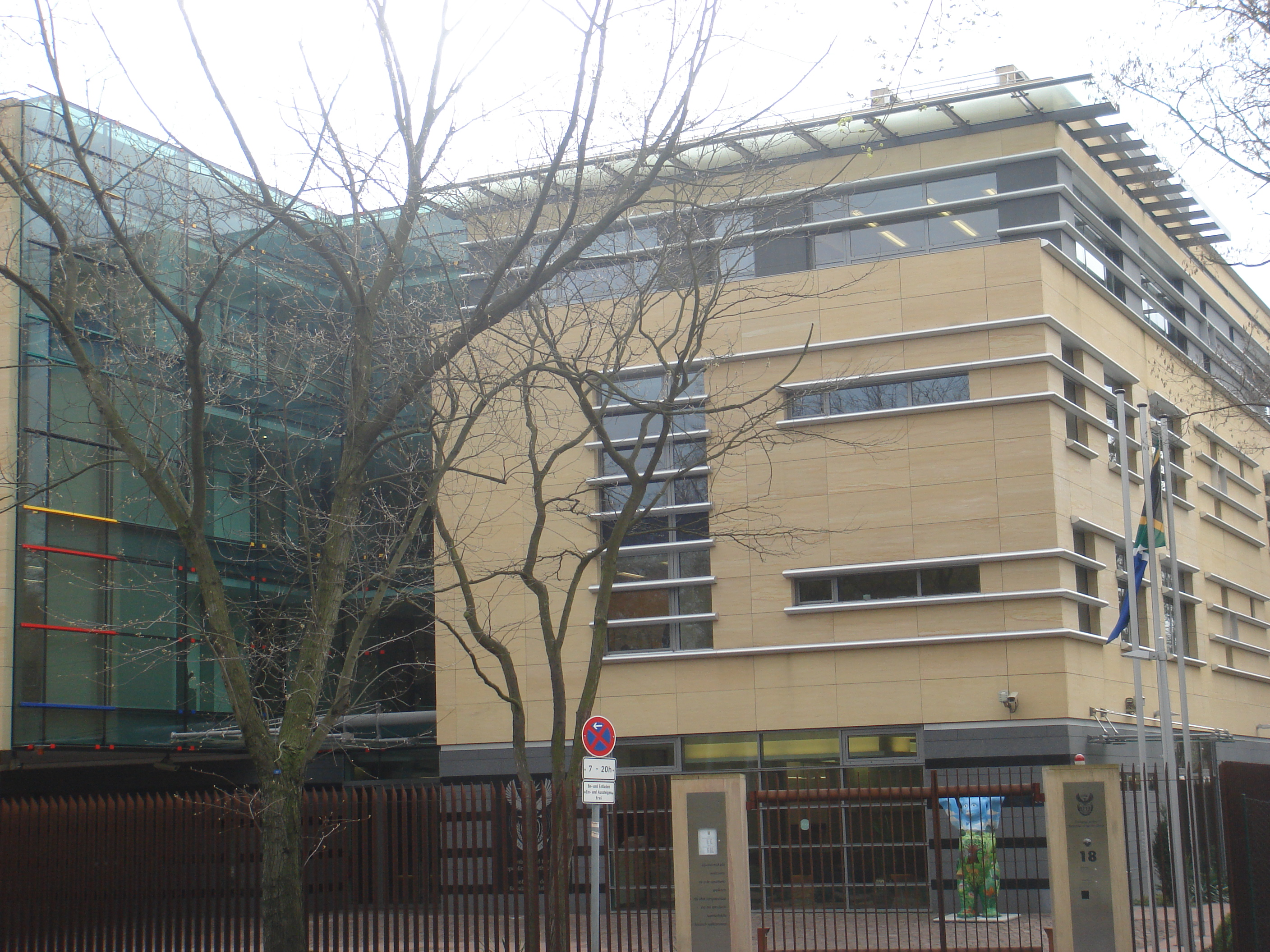
Botschaft von Südafrika in Berlin

## Weiterführende Literatur
- Jürgen Bacia, Dorothée Leidig: »Kauft keine Früchte aus Südafrika!« Geschichte der Anti-Apartheid-Bewegung. Brandes & Apsel, Frankfurt am Main 2008
- Christoph Marx: Südafrika. Geschichte und Gegenwart. W. Kohlhammer, Stuttgart 2012